# ジェニファー・ホステン
ジェニファー・ホステン（Jennifer Hosten、1947年10月31日 - ）は、はグレナダ出身の外交官、作家。1970年、黒人として初めてミス・ワールドに選ばれる。

## 経歴

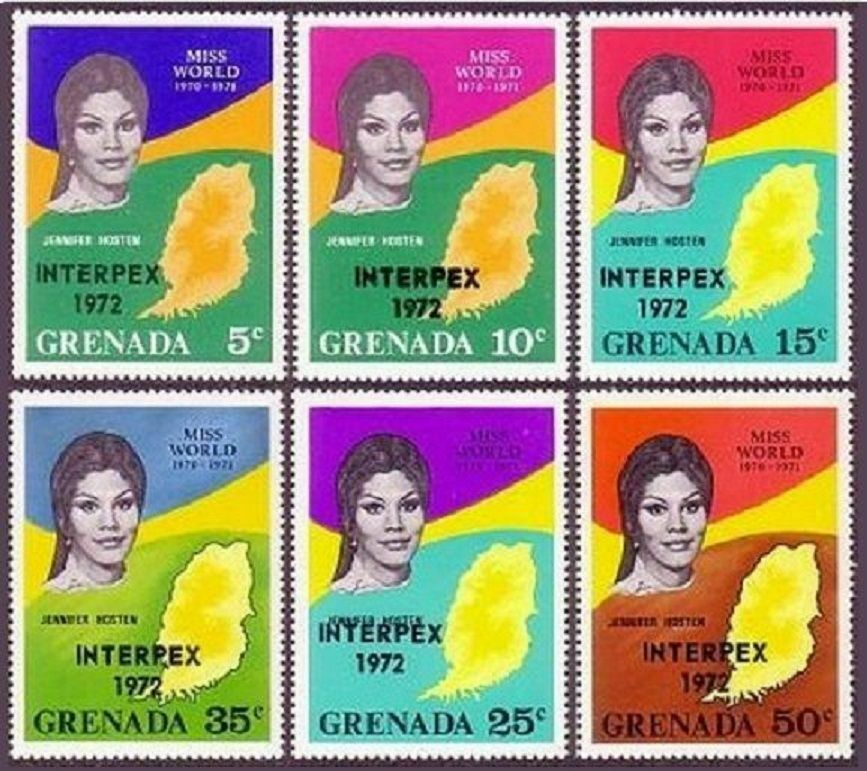
1971年の記念切手

1947年10月31日、セントジョージズに生まれる。4人の兄弟姉妹と共に育つ。学校を卒業後、ロンドンで学び、BBCラジオのカリブ海セクションで働く。
1970年11月、ミス・ワールド1970に出場。何よりも楽しむためという動機で参加を決めた。当時客室乗務員として働いていたホステンが優勝、大陸別部門賞のMiss World Caribbean (独: Miss-Caribbean-Wahl)も獲得。グレナダ代表として、また黒人女性として初のミス・ワールドとなった。なお、この年の大会は優勝と準優勝が黒人女性であったことから過剰なポリコレへの忖度を疑われた。グレナダ首相のエリック・ゲイリーが審査員団にいたことも問題視されたが、詳細はミス・ワールド1970の項参照。
ミスとしての任期の間はボブ・ホープが毎年行っている米軍への海外遠征に同行。1971年6月には彼女の優勝を記念して5セントから50セントの6種の切手が発行された。
ミス・ワールドの1年後、ホステンはエア・カナダのアカウントマネージャーになった。 1971年、IBMのITマネージャーの David Craig と結婚。1973年までバミューダ諸島に住み、その後カナダのオンタリオに移る。1978年から1981年まで、母国グレナダの高等弁務官（英: High Commissioner）としてカナダで働く。その後大学に戻り、オンタリオ州オタワのカールトン大学で政治学修士となる。1998年、東カリブ諸国機構（OECS）の貿易技術コンサルタントとしてセントルシアに赴任。最近ではカナダ高等弁務官事務所で外交官としてバングラデシュとパキスタンに赴任した後カリブ海に戻る。この間、1992年にThe Effect of a North American Free Trade Agreement on the Commonwealth Caribbeanを上梓。
2005年、起業家となりグレナダにビーチホテルを開業。また、心理学を学び、2011年にニューブランズウィック州のヨークヴィル大学（英: Yorkville University）で修士号取得。その後ホテルを売却し、オンタリオ州オークビルで心理療法士として働いている。
2020年の映画『彼女たちの革命前夜』の制作にあたって、ホステンは女優ググ・バサ＝ロー（独: Gugu Mbatha-Raw）の役作りのため共に働いた。

### 出版
- Jennifer Hosten-Craig (1992). The Effect of a North American Free Trade Agreement on the Commonwealth Caribbean. Lewiston: Edwin Mellen Press. ISBN 978-0-7734-9554-8
- Jennifer Hosten (2008). Beyond Miss World: an autobiography of Jennifer Hosten, Miss World 1970. Barbados: Ronald Watson/Cole's Printing. ISBN 9789768219046. OCLC 313656689
- Jennifer Hosten (2020). Miss World 1970: How I Entered a Pageant and Wound Up Making History: An Inspiration for the Major Motion Picture. London: Sutherland House. ISBN 978-1-989555-23-1